# Kumšt (divadelní hra)
Kumšt (původním francouzským názvem Art) je divadelní hra Yasminy Reza z roku 1994. Hra je pojata jako komedie vykreslující dlouholeté přátelství. Byla přeložena do několika desítek jazyků a získala několik prestižních ocenění.

## Postavy
Ve hře vystupují tři postavy:
- Marek – technik, skeptik a cholerik
- Boris – dermatolog, milovník moderního umění
- Ivan – konformní osobnost, snažící se tlumit spory

## Děj
Děj hry se převážně odehrává v bytě Borise, jednoho z trojice dlouholetých přátel. Ten je milovníkem moderního umění, a právě si zakoupil velmi drahý obraz — Bílé proužky na bílém pozadí. To přivádí k zuřivosti jeho přítele Marka, který nechápe, jak za takovou sračku mohl jeho přítel zaplatit tak nehorázné peníze, či dokonce jak se něco takového může někomu líbit. Vznikne tak spor, do něhož vtáhnou i společného kamaráda Ivana.
Ivan se právě ne zcela šťastně žení, a což spolu se sporem o obraz vede téměř k rozpadu mnohaletého přátelství tří hrdinů. Nakonec ale Boris požádá Marka, aby počmáral jeho vzácný obraz, a tímto pokorným gestem společné přátelství uchová.